# 自家感作性皮膚炎
自家感作性皮膚炎（じかかんさせいひふえん、Autosensitization dermatitis）とは、局所の湿疹や熱傷で作られたアレルゲン物質が血液で運ばれ、全身の至るところに湿疹や腫れが生じる皮膚炎の一種。痒みが非常に強く、掻いているうちに、湿疹病変が拡大し全身に広がる場合もある。
初めは顔、お腹、腕など一箇所から始まり、時間が経つにつれて症状が悪化するため、治療が遅れると治癒するのも遅くなり、数ヶ月から数年単位で完治の場合もある。日光に当たるなど、温まったときに症状の悪化が見られる。
薬は内服のステロイド、塗り薬のステロイドが効果的。また痒み止めに抗ヒスタミン薬も有効。

## 原因
元になる病変は接触性皮膚炎（かぶれ）、貨幣状湿疹、鬱滞性皮膚炎、下腿潰瘍、熱傷など。ある湿疹病変（原発疹）の治療が十分されていなかったり、細菌感染を起こしたりして急激に悪化した後、1日から10日後に離れた部位の皮膚に原発疹と同じような性質を持った発疹がたくさん見られる。小児には、とびひなどからなる場合がある。

## 症状
局所から全身に湿疹が広まり、強い痒みを伴う。
散布疹は左右対称で手足に多い。発熱（微熱程度）も現れる場合がある。肌の薄いところではヒリヒリとした痛みも見られ、腫れる場合がある。
原発疹治療後、散布疹は自然消失する。

## 検査
原発疾患に治療していた外用剤に対するアレルギーがある場合があるので、必要に応じて貼付試験（パッチテスト）を行う。

## 治療
外用剤としてしばしばステロイド外用薬が使われる。抗アレルギー薬・ステロイド内服も用いられることがある。
蕁麻疹と見分けが付かない場合があるので、皮膚科とアレルギー科で診察を受けるのが好ましい。
接触性皮膚炎が原因の場合は、可能性を除去する必要がある。
（シャンプー、化粧水等肌に直接付けるもの）